# Bánovszky Miklós
Bánovszky Miklós (Besztercebánya, 1895. január 17. – Szentendre, 1995. január 10.) festőművész, a Szentendrei Festők Társaságának és a szentendrei művésztelepnek egyik alapító tagja.

## Életpályája
Csemitzky Tihamér müncheni magániskolájában tanult, majd 1915-ben beiratkozott a budapesti Képzőművészeti Főiskolára, a frontszolgálat megszakította tanulmányait, 1918-tól tudta újra folytatni, ezúttal Réti István volt a mestere. 1918 nyarán a nagybányai művésztelepen is megfordult, mégis az 1920-as évektől a nyugalmasabb Szentendrét választotta alkotói műhelye színterének. Ott művésztársaival kolóniát alkotott, részt vett a Szentendrei Festők Társaságának és a szentendrei művésztelep megalapításában. 1927-ben a kőszegi művésztelepen is alkotott, 1930-ban Balaton-ösztöndíjat nyert.
Portrékat, aktokat, tájképeket festett plein air szellemben, majd az 1930-as években megérintette a Római iskola neoklasszicista stílustörekvése. Az 1940-es évek végétől életképeket, utcarészleteket festett.
Alkotásait a szentendrei művészek csoportos kiállításain szerepeltette. Külföldön 1983-ban mutatták be képeit Athénban és Ankarában a Szentendrei festők c. csoportos kiállításokon. Műveinek gyűjteményes kiállítását 1985-ben rendezték meg a Szentendrei Képtárban, újabb gyűjteményes kiállítása 1994. május 1-8 közt volt a szentendrei Műhely Galériában.

## Művei (válogatás)[5]
- Tornyai János portréja (olaj, vászon, 60 × 50 cm) Ferenczy Múzeum, Szentendre
- Szent Ferenc (1926)
- A régi Püspöki utca (1928, olaj, vászon, 69,5 × 86,5 cm; magántulajdonban)
- Fekvő akt (c.1932; olaj, vászon, 100 × 80 cm; Magyar Nemzeti Galéria, Budapest
- A művész öccsének portréja (1933; olaj, vászon, 136,8 × 100,5 cm; Ferenczy Múzeum, Szentendre)
- Kettős portré : Paizs Goebel Jenő és Barcsay Jenő. (1935; olaj, vászon, 120 x 100 cm; Ferenczy Múzeum, Szentendre)

## Kötete
- Bánovszky Miklós: Egy festő naplója : Bánovszky Miklós visszaemlékezése a szentendrei festészet kezdeteiről, 1926-1947 / [sajtó alá rend.] Hann Ferenc. Szentendre : Berta, 1996. 79 p. 16 t.

## Társasági tagság
- KÉVE
- Szentendrei Festők Társasága alapító tagja (1928)

## Díjak, elismerések
- Csernoch-díj (1926)[6]
- Szentendre város díszpolgára (1988)
- A Magyar Köztársaság kiskeresztje (1995)